# Distegia
Se llamaba distegia era una máquina de que se servían los antiguos en el teatro. 
Representaba un edificio de dos pisos, desde lo alto de la cual podía verse lo que pasaba debajo. Así es que Hecuba en las troyanas de Eurípides cuando le anuncian que los griegos habían tomado a Troya, sube al piso superior y descubre los griegos, que con antorchas encendidas en la mano corren por la ciudad de Príamo.